# Santander (Cebu)
Santander è una municipalità di quinta classe delle Filippine, situata nella Provincia di Cebu, nella Regione del Visayas Centrale.
Santander è formata da 10 baranggay:
- Bunlan
- Cabutongan
- Candamiang
- Canlumacad
- Liloan
- Lip-tong
- Looc
- Pasil
- Poblacion
- Talisay